# Provincia de Karuzi
La Provincia de Karuzi es una de las diecisiete Provincias de Burundi. Cubre un área de 1.457 km² y alberga una población de 480.000 personas. La capital es Karuzi.

## Comunas con población en agosto de 2008
- Bugenyuzi 81,938
- Buhiga 71,474
- Gihogazi 67,627
- Gitaramuka 78,120
- Mutumba 41,476
- Nyabikere 48,993
- Shombo 46,815

- Datos: Q735463
- Multimedia: Karuzi Province / Q735463